# Apocalisse Z
Apocalisse Z (Apocalipsis Z) è un romanzo horror di Manel Loureiro del 2008.

## Trama
Un giovane avvocato di trent'anni residente a Pontevedra - Galizia in Spagna apprende dalla televisione la notizia che nel Daghestan, una piccola repubblica della Federazione Russa, un gruppo di guerriglieri ceceni prende d'assalto una base militare.
Dalle prime frammentarie notizie che trapelano dalla censura russa si parla di un virus del ceppo ebola, anche se si comincia a parlare di ritorno in vita di persone morte che manifestano una forte aggressività. Ben presto le forze mediche inviate dall'OMS per contenere l'epidemia vengono ritirate riportando in patria dei feriti, saranno i germogli di nuovi focolari dell'infezione sul pianeta.
L'avvocato, sentendo che la situazione stava scivolando di mano, preferisce barricarsi in casa, con il suo fedele gatto Lucullo, piuttosto che recarsi nei punti Sicuri approntati dal governo per difendere la popolazione da quella che ormai si manifesta come una vera guerra contro i non-morti.
Dopo un periodo di isolamento l'ansia di mettersi in contatto con altri superstiti lo spinge a recarsi al punto Sicuro di Vigo. Il sistema più sicuro è quello via nave e dopo aver recuperato una barca da diporto si dirige verso il porto della città. Purtroppo alla rada della ria di Vigo è ancorata una nave mercantile, la Zaren Kibish, capitanata da un ex soldato russo che lo contringe a sbarcare in città per recuperare una valigetta inviatagli dalla compagnia armatrice della nave. Compagno di sventura dell'impresa è Viktor Pritchenko, ucraino, che si rivela essere un pilota di elicotteri antincendio. I due riescono a sottrarsi dal gioco del capitano e riescono a scappare con l'obiettivo di recupera l'elicottero Sokol di Prit e fare rotta verso le isole Canarie, dove il governo spagnolo ed i monarchi hanno riparato.
In seguito ad un incidente esplosivo Prit rimane gravemente ferito e per l'avvocato non rimane alternativa che recarsi presso l'ospedale Meixoeiro di Vigo per trovare i medicamenti necessari. Anche là lo spettacolo che li accoglie al loro arrivo è terrificante ed i segni del massacro sono inequivocabili.
Fortunatamente nell'edificio hanno trovato rifugio anche Lucìa e suor Cecilia, nascoste negli scantinati dell'ospedale in attesa dei soccorsi. Dopo mesi di riposo e pace il gruppo è costretto ad abbandonare il comodo rifugio per via di un imponente incendio che sta divampando nella zona distruggendo tutto quello che incontra.
Il piano originale di fuga con l'elicottero deve essere per forza riattualizzato, il gruppo grazie alla fuga dei non-morti per via dell'incendio riesce ad arrivare all'aeroporto dove si trova ancora l'elicottero, fermo per un guasto, e parte finalmente alla volta delle Canarie.

## Edizioni
- Manel Loureiro, Apocalisse Z, traduzione di C. Marinelli, collana Teadue, TEA, 2012,  p. 415, ISBN 88-502-2773-6.